# 星越峠 (徳島県)
星越峠（ほしごえとうげ）は、徳島県阿南市と同県海部郡美波町の境界に位置する峠である。標高170m。

## 地理
国道55号の旧道峠である。旧峠には未舗装路となっており、日和佐町（現・美波町）が建てた旧遍路道を示す標識が建てられている。また国道55号には星越トンネル（全長132m）が存在する。